# Denis Group
Die Denis Group ist eine Schweizer Managementholding. Über die Gesellschaft Ayam Sarl mit Sitz in Paris besitzt sie die Lebensmittelmarken Ayam Brand, Alce Nero, Duchef, Guinea’s, Noblekitchen und Richman. Außerdem gehören das japanische Unternehmen SCETI und die madegassische SORIC zur Denis Group.
Das Unternehmen geht auf eine 1862 von dem französischen Seehändler Étienne Denis gegründete Gesellschaft zurück.